# 恐嚇從善
恐嚇從善（英語：Scared Straight Programs）是由美國紐澤西州於1970年代率先施行的青少年再犯預防措施，內容是：帶少年犯參觀監獄，由受刑人親身講述在監獄中的生活是多麼恐怖、不堪忍受，以此警惕青少年，若他們堅持走上犯罪生活會面臨什麼後果。
恐嚇從善的基礎思想，根源於刑事政策與犯罪學當中的嚇阻理論和理性選擇理論。
透過電視紀錄片的宣傳，「恐嚇從善」迅速被美國其他州、加拿大、歐洲各國、澳洲傚法使用，直至今日。

## 效果
如同其他基於嚇阻理論的刑事政策（例如：三振出局法），40多年來，上百份的實證研究皆不支持「恐嚇從善」有預防再犯的效果。甚至在有對照組的實驗當中，平均來說，被分配到「恐嚇從善組」去參觀過監獄的少年犯，再犯率遠高於沒去參觀的對照組（41.3% vs. 11.4%）。

## 註腳
1. 1 2  Andrews, Donald Authur; Bonta, James. .  5th Edition. Amsterdam, Boston et al.: Anderson Publishing, Lexis Nexis. 2010. ISBN 978-1-4224-6329-1 （英语）.
2. ↑  J. O. Finckenauer. . School of Criminal Justice (Newar, New Jersey, USA: Rutgers University). 1979 （英语）.
3. ↑  J. O. Finckenauer; P.W. Gavin; A. Hovland; E. Etorvoll. . 1999 （英语）.